# Renate Tost

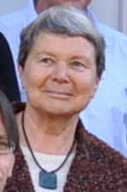
Renate Tost (2013)

Renate Tost (* 22. September 1937 in Breslau, Provinz Niederschlesien) ist eine deutsche Kalligrafin, Schriftkünstlerin und Fachautorin. Sie erarbeitete Grundlagen für eine neue Schulausgangsschrift und leistete einen wesentlichen Beitrag zur Profilierung des Schreibunterrichts in der Grundschule sowie zur Schriftgestaltung in der Kunsterziehung der DDR.

## Leben

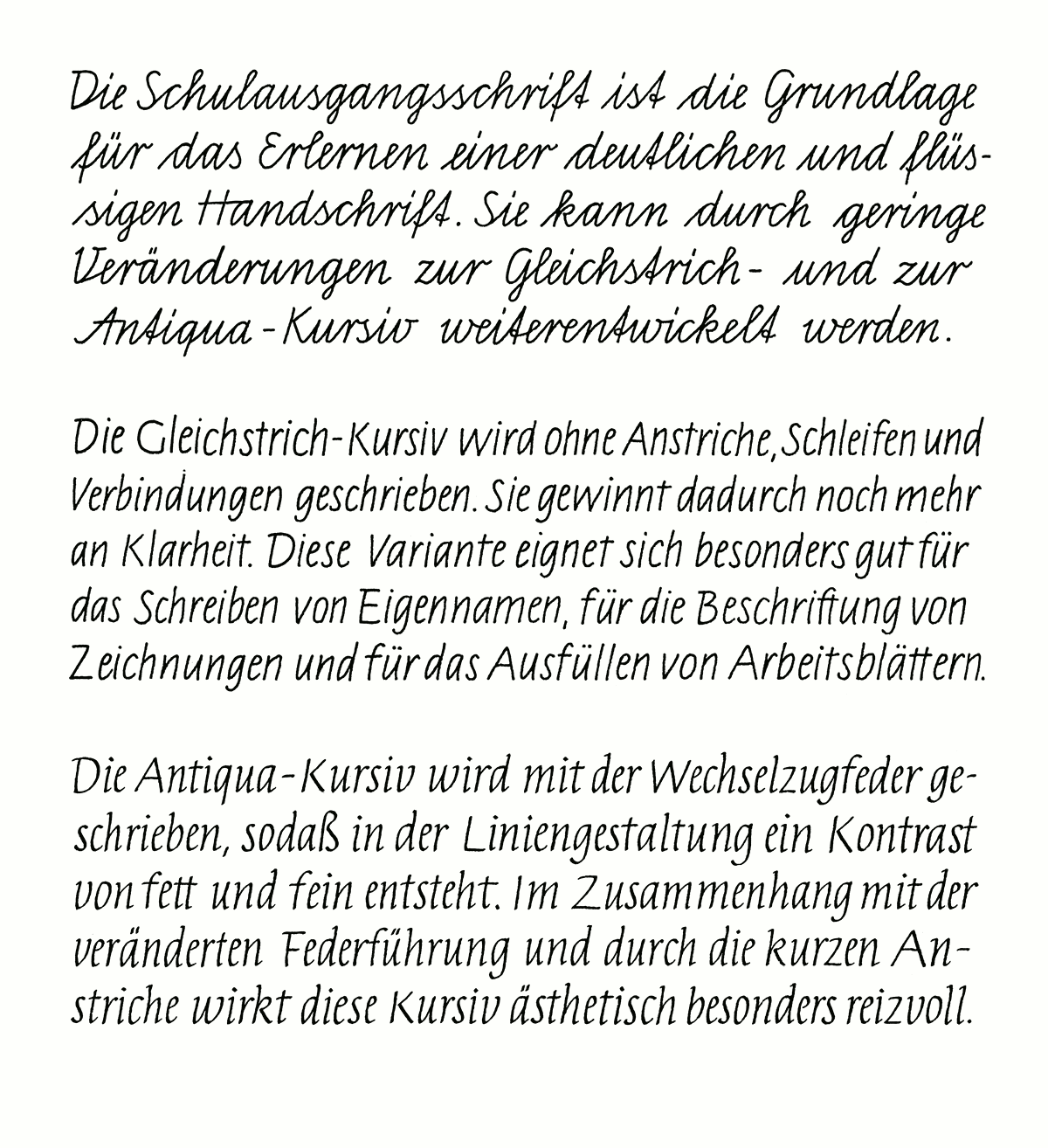
Schriftproben (1987) der Schulausgangsschrift und ihren Varianten: Gleichstrich-Kursiv (Beschriftungsform) und Antiqua-Kursiv (Schulschrift-Kursiv)

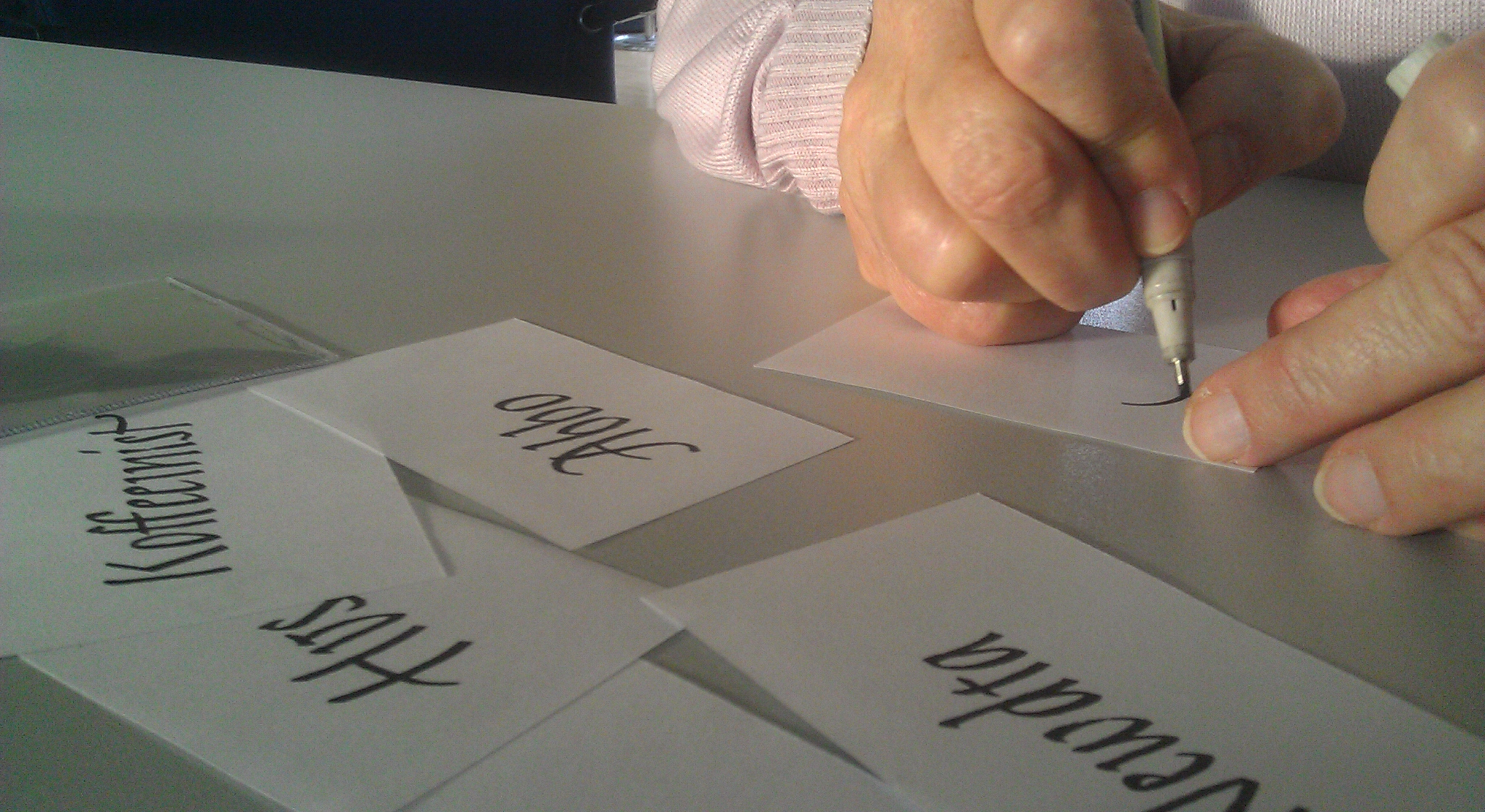
Renate Tost beim Schreiben

Renate Tost absolvierte bis 1955 die Erweiterte Oberschule und studierte von 1955 bis 1960 bei Albert Kapr und Irmgard Horlbeck-Kappler Kalligrafie an der Hochschule für Grafik und Buchkunst in Leipzig. Von 1960 bis 1963 hatte sie einen Lehrauftrag an der Karl-Marx-Universität Leipzig (KMU). Von 1967 bis 1975 arbeitete sie als Grafikerin beim Verlag Volk und Welt Berlin und beim Domowina-Verlag Bautzen. Von 1968 bis 1972 hatte sie an der KMU eine Aspirantur.
In Zusammenarbeit mit Elisabeth Kaestner vom Institut für Lehrerbildung in Radebeul erarbeitete sie die Grundlagen für eine neue Schulausgangsschrift, die 1968 in den allgemeinbildenden polytechnischen Oberschulen der DDR eingeführt wurde. 1975 erfolgte ihre Promotion am Institut für Kunsterziehung der Universität Leipzig. Im Rahmen ihrer anschließenden Lehrtätigkeit an der Pädagogischen Hochschule „Karl Friedrich Wilhelm Wander“ Dresden, im Fachgebiet Kunsterziehung, beschäftigte sich Tost beispielsweise mit Schrift- und Buchkunst.
Renate Tost war bis 1990 Mitglied des Verbands Bildender Künstler der DDR.
Werke aus der Arbeit der bildenden Künstlerin Renate Tost sind in der Akademie der Künste in  Berlin sowie der Deutschen Nationalbibliothek (DNB) zu sehen. Weitere Arbeiten befinden sich in der Sammlung des Klingspor-Museums. Zur Ergänzung der bereits vorhandenen Werke überließ Renate Tost im Jahr 2011 dem Klingspor-Museum acht kalligrafische Offset- und Siebdrucke.

## Werke (Auswahl)
- Die Schrift in der Schule. Ein Beitrag zur Perspektive der Schreiberziehung in der allgemeinbildenden polytechnischen Oberschule. Institut für Buchgestaltung, Leipzig 1968, OCLC 314528573.
- Untersuchungen zu einigen grundlegenden Aspekten der Handschriftgestaltung in der allgemeinbildenden polytechnischen Oberschule unter besonderer Berücksichtigung der Schulschrift-Kursiv. Dissertation. Leipzig 1975, OCLC 74395388.
- Die Schulschrift-Kursiv. In: Robert Kuhn (Hrsg.): Schriftgestaltung, Schriften zur Kunsterziehung. Band 22, Volk und Wissen,  Berlin 1971, S. 46–60.
- mit Elisabeth Kaestner: Die Schulausgangsschrift in der Praxis. In: Sprachpflege: Zeitschrift für gutes Deutsch. Nr. 7, 1969, S. 143–145, pedocs.de (2.682 kB).
- mit Elisabeth Kaestner: Schreibunterricht. in: Methodik des Deutschunterrichts in der Unterstufe. Volk und Wissen, Berlin 1977, OCLC 74349603.
- Albert Kapr (Hrsg.): Kalligrafische Expressionen. Über die Kalligrafie in der Deutschen Demokratischen Republik. Fachbuchverlag Leipzig 1988, ISBN 978-3-343-00461-4, S. 133–142
- Vom Reiz der Norm. Stilmerkmale der Schulausgangsschrift. In: Die Grundschulzeitschrift. Jg. 57, 1992, S. 8–10, pedocs.de (2.643 kB).
  - Kalligrafisches und andere Arbeiten auf Papier. (CD-ROM). Dresden 2004.
- mit Frank Ortmann: Schreibenlernen mit der Hand bildet Formsinn und Verstand: Gestalterische Grundlagen der Schulausgangsschrift, Verlag Dr. Dieter Winkler, Bochum 2021, ISBN 978-3-89911-288-7.

## Ausstellungen (unvollständig)
- 1974: Leipzig, Bezirkskunstausstellung
- 1979 und 1985: Dresden, Bezirkskunstausstellung
- 1982/1983 und 1987/1988: Dresden, IX. und X. Kunstausstellung der DDR

- Präsentation im Deutschen Buch- und Schriftmuseum in Leipzig[2]
- 2009: Gesichte und Köpfe. Arbeiten von Renate Tost und Hans-Volker Mixsa in der Galerie in der Landesdirektion[6]
- 2007: Zeichen/Gestus. Stadtarchiv Dresden[7]
- 2003: Kalligrafik. Kunstverein Freital e.V.

## Ehrungen (Auswahl)
- 1982 Bronzemedaille für einen kalligrafischen Zyklus im Rahmen des Sonderwettbewerbs der Internationalen Buchkunst-Ausstellung Leipzig
- 1989 Kunstpreis der Pädagogischen Hochschule Dresden
- Würdigung durch die Deutsche Nationalbibliothek nach „Schenkungen durch die Künstlerin“
- 2016 Sächsischer Verdienstorden[8]